# Chlamydocarya thomsoniana
Chlamydocarya thomsoniana är en tvåhjärtbladig växtart som beskrevs av Henri Ernest Baillon. Chlamydocarya thomsoniana ingår i släktet Chlamydocarya och familjen Icacinaceae. Inga underarter finns listade i Catalogue of Life.